# Gewert Titken
Gewert Titken (* um 1602; † kurz vor dem 20. März 1651 in Glückstadt) war ein Zimmermann und königlicher Baumeister.

## Leben
Titkens Herkunft ist nicht ausreichend dokumentiert. Er war ein Sohn von Johan Titkten, der in einem Dokument aus dem Jahr 1624 als „tho Aspe“ bezeichnet wird. Dies könnte der Ort Hohenaspe gewesen sein. Titken lebte nachweislich 1621 in Glückstadt, wo er vier Jahre später das Bürgerrecht erwarb. 1621 gehörte ihm ein Bauplatz in der Straße Am Fleth und ein Jahr später ein Haus. 1622/23 beging er drei Straftaten, davon zwei schwere Körperverletzungen. 1931 schrieb er, dass er 29 Jahre alt sei.
1623 erhielt Titken einen Meistertitel. Bei Gründung des Amtes der Zimmerleute und Böttcher wurde er 1624 deren Ältermann. Er übernahm mehrere Ehrenämter, darunter als Leutnant der Bürgerwehr und für einige Zeit Kapitän der Bürgerwehrkompanie, was einem Ratsherren nahekam, sowie 12-Mann der Schützengilde.
Titken heiratete drei Mal, zuletzt 1641. Bei dieser Hochzeit hatte er die drei unmündigen Kinder Johan, Catrine und Christiane, die wahrscheinlich aus der zweiten Ehe kamen. Bei seinem Tod lebten noch vier der von ihm gezeugten Kinder. Die Namen aller Ehefrau sind nicht bekannt.

## Wirken
Nach dem Frieden von Lübeck ließ Christian IV. Glückstadt aufbauen und erweitern und eine Festung anlegen. Im Rahmen der Arbeiten wurde Titke 1630 zum königlichen Baumeister ernannt. Er leitete bis zu 15 Zimmerleute und mehrere Arbeiter. Grundsätzlich gab er die größeren Vorhaben im Namen des Königs in Auftrag und vereinbarte mit Unterbaumeistern (Werkmeistern) die Ausführung von Teilprojekten Bei den Werkmeistern handelte es sich mitunter um Gruppen von mehreren hundert Gesellen und Arbeitern, denen der königliche Baumeister die Löhne zahlte.
Von 1630 bis 1643 gab Titken mindestens 100.000 Reichstaler für den König aus, was ein Viertel des gesamten Bauetats entsprach. Vermutlich arbeitete er bei allen wichtigen königlichen Bauwerken mit. Gesichert belegt sind hiervon 1630/31 Pfählungen am Rethövel, 1931 Kaianlagen im Hafen, ab 1931 mehrere Jahre am Glückstädter Schloss, 1633 zwei Reihenhäusern in der Königstraße, die für Soldaten gedacht waren, 1640 die Erweiterung des Rethövel, 1642 der Bau des Rathauses. Ab 1638 erhielt er darüber hinaus jährlich 800 Reichstaler, um die Befestigungswerke und Wälle der Stadt instand zu halten.
Bis 1644 galt Titken als der angesehenste Baumeister Glückstadts, der die meisten königlichen Aufträge erhielt. Er besaß immer mehrere Häuser in der Stadt. Er errichtete mindestens zehn Häuser, die er oftmals direkt veräußert, darunter 1639 ein Gebäude Am Hafen, für das Kanzler Detlef Reventlow 6800 Mark zahlte. Das Steuerregister der Stadt führte ihn mit der Höchstsumme, die er allerdings nicht zahlen musste. Für die Besoldung des Pastoren führte er den Höchstbetrag ab.
Mit Ausbruch des Torstenssonkrieges endeten die Baumaßnahmen in Glückstadt abrupt. Bereits 1643 war Titken mit 4150 Reichstalern verschuldet. Die Gründe hierfür sind nicht bekannt. Aufgrund einer 1645 beginnenden Rezession nahmen seine finanziellen Probleme stetig zu. Die Stadt erstellte 1648 eine Übersicht über seine Kredite. König Friedrich III. zahlte ihm ab 1650 eine kleine Pension und schenkte ihm Fußkacheln, eine Pfeife und weitere Kleinigkeiten.
Titken starb vermutlich im März 1651. Die von ihm hinterlassene Ehefrau bat den König danach um weitere Hilfe.